# 阿瓦年达瓦
阿瓦年达瓦是巴西圣保罗州的一个市镇。总面积340.338平方公里，总人口10877人，人口密度32人/平方公里。